# K3b
K3b (KDE Burn Baby Burn) este un program de inscripționat medii CD și DVD, parte din mediul desktop KDE, pentru sistemele de operare Unix-like. K3B oferă o interfață grafică pentru efectuarea majorității tipurilor de inscripționare. Scrierea propriu-zisă pe mediile optice este efectuată de programele de consolă cdrecord sau wodim, cdrdao și growisofs. Începând cu versiunea 1.0, K3b oferă un DVD ripper înglobat.
Ca majoritatea programelor KDE, K3b este scris în C++ și folosește Qt. Publicat sub licența GPL, K3b este software liber.